# Bajor Lili
Bajor Lili (Budapest, 1995. november 15. –) magyar színésznő.

## Életpályája
Szülei Bajor Imre és Hámori Eszter színészek. Testvére, Marcell 1996-ban született. Általános iskolai tanulmányait a Városligeti Magyar–Angol Két Tanítási Nyelvű Általános Iskolában végezte, majd a Madách Imre Gimnáziumban érettségizett. 2014–2019 között a Színház- és Filmművészeti Egyetem hallgatója volt. 2019-től szabadúszó.

## Színházi szerepei
| Színház                  | Darab                        | Szerep             | Rendező          | Bemutató éve |
| ------------------------ | ---------------------------- | ------------------ | ---------------- | ------------ |
| Veres1 Színház           | Meseautó                     | Sári               | Böhm György      | 2024         |
| Veres1 Színház           | Szép nyári nap               | Margó              | Böhm György      | 2023         |
| Örkény Színház           | Protest – Út a forradalomhoz |                    | Kabdebon Dominik | 2021         |
| Veszprémi Petőfi Színház | Pillangó                     | Maróti Mari        | Börcsök Enikő    | 2020         |
| Veszprémi Petőfi Színház | Egy csók és más semmi        | Teca               | Lendvai Zoltán   | 2020         |
| Rózsavölgyi Szalon       | Végszó                       |                    | Dicső Dániel     | 2019         |
| Radnóti Színház          | Kakukkfészek                 | Flinn nővér        | Zsótér Sándor    | 2019         |
| Veszprémi Petőfi Színház | Kurázsi mama és gyermekei    | Kattrin            | Funtek Frigyes   | 2018         |
| Vígszínház               | Lóvátett lovagok             | Julka, parasztlány | Rudolf Péter     | 2017         |

## Filmes és televíziós szerepei
- …a szomszéd tehene (2024)
- Semmelweis (2023) – Parasztasszony
- Keresztanyu (2022) – Sofőr
- Doktor Balaton (2022) – Marianna
- Blokád (2022) – Altatóorvos
- Barátok közt (2019, 2020) – Brezi Eszter
- A Rubens lány (2019) – Léna
- Egynyári Kaland (2018–2019) – Boglárka
- Pappa Pia (2017) – Bea